# Maximilian Karl (Löwenstein-Wertheim-Rochefort)

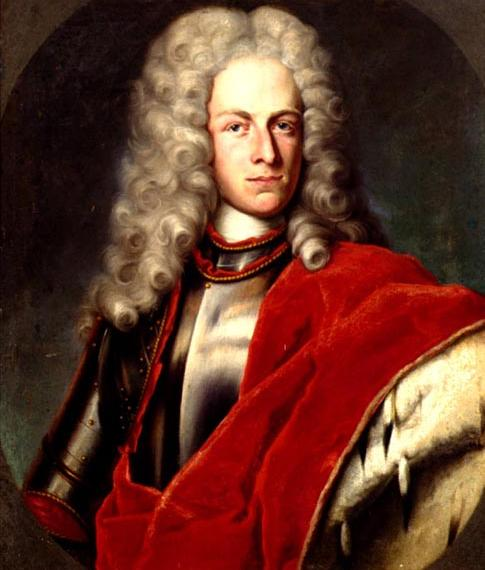
Zeitgenössisches Porträt seines Sohnes Dominik Marquard, 2. Fürst zu Löwenstein-Wertheim

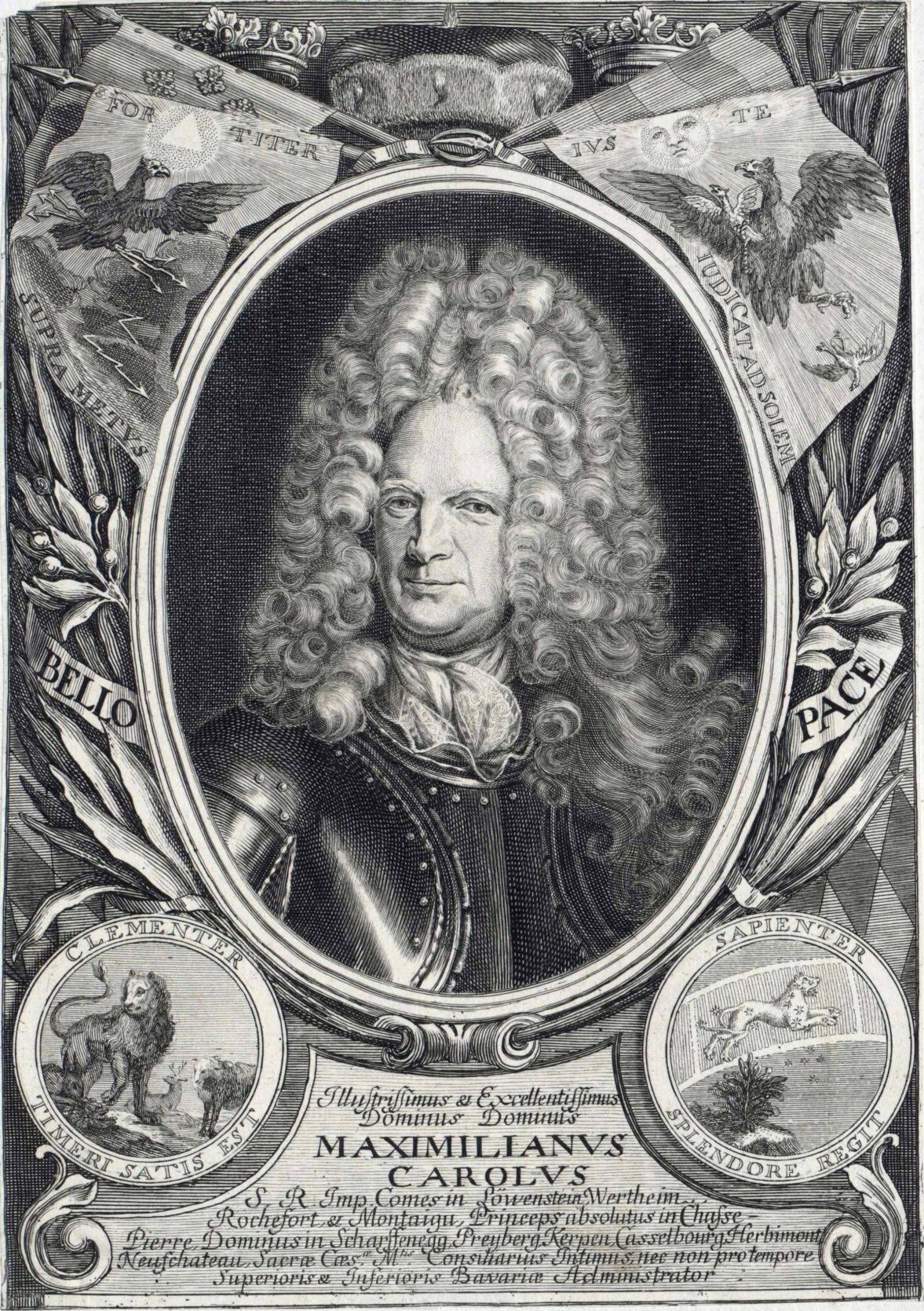
Zeitgenössisches Porträt von Maximilian Karl, 1. Fürst zu Löwenstein-Wertheim

Maximilian Karl Albrecht Fürst zu Löwenstein-Wertheim (* 14. Juli 1656 in Rochefort, Provinz Namur, Wallonien, Belgien; † 26. Dezember 1718 in Mailand) war der erste Fürst aus dem Haus Löwenstein.
Maximilian Karl wurde am 3. April 1711 durch Kaiser Joseph I. in den Fürstenstand erhoben. Die Erhebung wurde von dessen Nachfolger und Bruder, Kaiser Karl VI., am 8. Januar 1712 mit dem Fürstendiplom auf die gesamte eheliche Nachkommenschaft erweitert.

## Leben
Maximilian Karl war das vierte Kind und der erste Sohn von Graf Ferdinand Karl (1616–1672) und Anna Maria, geborene Gräfin von Fürstenberg (1634–1705). Ihm folgten noch zehn weitere Geschwister. Er heiratete am 26. August 1678 in Innsbruck die Tiroler Gräfin Polyxena Maria Khuen von Lichtenberg und Belasi. Aus der Ehe gingen zehn Kinder hervor, von denen allerdings alle männlichen Nachkommen bis auf den späteren Fürsten Dominikus Marquard noch vor ihrem Vater starben. Seine Tochter Eleonore Maria Anna heiratete den Landgrafen Ernst II. Leopold von Hessen-Rotenburg.
Entsprechend der Familientradition trat Maximilian Karl in kaiserliche Dienste und schlug dafür die wittelsbachische Nachfolge in der Pfalz aus, welche er mit starker Unterstützung von französischer Seite hätte beanspruchen können. Als er im Jahre 1686 als Wirklicher Reichshofrat auf der Herrenbank in Wien eingeführt wurde, war er bereits Hauptmann der Leibgarde von Kaiserin Eleonore. In der Folge übte er das Amt des kaiserlichen Ministers beim Fränkischen Kreis sowie kurz darauf beim Oberrheinischen Kreis aus; im Mai 1699 wurde er Mitglied des Geheimen Rats der Erblande und im April 1702 erfolgte schließlich die Verleihung des Prädikats „Hoch- und Wohlgeboren“. 1704 trat Maximilian Karl das Amt des Statthalters in der Oberpfalz an; es folgten Stationen in Landshut und München, wo er zum Administrator des Herzogtums Bayern ernannt wurde, nachdem Kurfürst Max Emanuel von Bayern ins Exil hatte gehen müssen. Mitte 1709 erhielt Maximilian Karl offensichtlich eine mündliche Zusicherung der Fürstenerhebung, die sich jedoch verzögerte und erst am 3. April 1711 erfolgte. Der Fürstenbrief bezog sich allerdings zunächst nur auf ihn und seine direkten Nachfolger; erst später wurde ein weiteres Diplom ausgestellt, mit dem auch alle seine ehelichen Nachkommen zu Fürsten erhoben wurden. Die Ausstellung dieser beiden Diplome kostete Maximilian Karl 9631 Gulden und 30 Kreuzer. Von 1712 bis 1716 übernahm er das ehrenvolle Amt des kaiserlichen Prinzipalkommissars am Reichstag in Regensburg. Sein letztes Amt in kaiserlichen Diensten, das er bis zu seinem Tod ausübte, war von 1717 an die Statthalterschaft im Herzogtum Mailand, welches Prinz Eugen für das Haus Habsburg erobert hatte.
Maximilian Karl starb bei der Premiere der ihm gewidmeten Oper Griselda von Antonio Maria Bononcini. Er wurde in Mailand bestattet; sein Herz wurde überführt und in der Gruft der Stiftskirche Wertheim beigesetzt.

## Nachkommen
Aus der Ehe zwischen Maximilian Karl und Polyxena Maria Khuen von Lichtenberg und Belasi kamen:
- Prinzessin Maria Theresia Franziska (* 1679; † 1718), Ursulinerin
- Erbgraf Wilhelm Karl Magnus Anton (*/† 1680)
- Erbgraf Maximillian Karl Anton (* 30. November 1681; † 27. Oktober 1710)
- Graf Wolfgang Philipp Eberhard Joseph (*/† 1683)
- Graf Felix Albert (* 1684; † 1685)
- Gräfin Eleonore Maria Anna ⚭ Landgraf Ernst Leopold von Hessen-Rotenburg in Frankfurt am 9. November 1704
- Graf Franziscus Joseph (* 1687; † 1688)
- Gräfin Maria Leopoldina Theresa Renata Dorothea (* 1689; † 1763) ⚭ Graf Conrad Sigmund von Starhemberg in Altötting am 1. September 1710
- Fürst Dominik Marquard zu Löwenstein-Wertheim-Rochefort ⚭ Landgräfin Christina von Hessen-Wanfried (1688–1728)
- Graf Franziscus Karl (* 1693; † 1697)